# Jacques Cauda
 (février 2012).
Jacques Cauda, né à Saint-Mandé le 9 juillet 1955, est un peintre, écrivain, poète, éditeur, photographe et documentariste français.

## Biographie
En 1998, il interrompt sa carrière de documentariste pour commencer à peindre[source secondaire souhaitée]. Il crée un nouveau courant pictural : le mouvement surfiguratif dont il exposera les grandes lignes dans un manifeste Toute la lumière sur la figure, éditions Ex Aequo, 2009.
Ses œuvres, exposées et commentées,,, à Londres, Amsterdam, Bruxelles, Genève et Paris, rencontrent un public international,,, qui y a tout de suite reconnu cette émotion première que procure le tracé du tout premier trait qui est à la naissance de l'art.
Il poursuit également une activité d'écrivain,.
Il dirige les collections LA BLEU TURQUIN (roman, nouvelle), COUR & JARDIN (théâtre) et RÉSONANCES (essai) aux Éditions Douro.
Il est président du Prix (littéraire) Jacques Abeille.

## Œuvre

### Publications
- Vers un effort visible, poésie, L'Échappée, 2002
- Toute la lumière sur la figure, essai, Éditions Ex Aequo, 2009
- Vox imago, roman, m@nuscrits Léo Scheer, 2009 et éditions Praelego, 2010
- Lou, nouvelle, premier prix de la ville du Pecq, 2011
- Je est un peintre, poèmes, Jacques Flament Éditions, 2012
- Le bonheur du mal, poèmes, Kirographaires, 2012
- Point de dimanche, nouvelle, Jacques Flament Éditions, 2013
- Tous pour un, roman, Numériklivres, 2013
- Amor', poèmes, La Matière noire, 2014
- Le Bunker No 4, témoignage esthétique, Jacques Flament Éditions, 2015
- Le Déjeuner sur elle, texte, éditions la Belle Époque, 2015
- Les jouets rouges, poèmes, éditions Contre-Ciel, 2016[11]
- Quand? Chant du Z, chanson de geste, Z4 Éditions, 2016[12]
- Elle & Nous, poèmes & illustrations, éditions Flammes Vives, 2016
- Comilédie, roman, éditions Tinbad, 2017[13],[14],[15],[16]
- Ici le temps va à pied, poésie, prix spécial du jury Joseph Delteil, éditions Souffles, 2017
- Les Caliguliennes, récit, avec des photos de Élizabeth Prouvost, Les Crocs Électriques, 2017[17],[18]
- ORK, roman, éditions La P'tite Hélène, 2017[19]
- OObèse, roman illustré, Z4 Éditions, 2017[20],[21]
- L'amour la jeunesse la peinture, nouvelle, éditions Lamiroy, 2018[22]
- P.A.L., récit, avec des photos de Alexandre Woelffel, Les Crocs Électriques, 2018[23],[24]
- Vita Nova, récits, éditions Unicité, 2018[25]
- La vie scandaleuse du peintre Jacques Cauda, roman graphique, Les Crocs Électriques, 2018[26],[27]
- LA TE LI ER, essai, coll. « La diagonale de l'écrivain », Z4 Éditions, 2018[28]
- Les Berthes, poèmes, coll. « Les 4 saisons », Z4 Éditions, 2018
- Peindre, poèmes, avec une postface de Murielle Compère-Demarcy, Atelier Cauda, Clap, éditions Tarmac, 2018
- Le Trou, nouvelle, avec deux illustrations, éditions Furtives, 2018
- Mosca Moncul, petite histoire de l'art, avec deux illustrations, éditions Furtives, 2019
- Les cinq morts de Paul Michel, nouvelle, collection Opuscules, éditions Lamiroy, 2019
- AniMots, poèmes illustrés, Hors Série no 2 des éditions Chats de Mars, 2019
- Sale trine, poème, avec une illustration, éditions Furtives, 2019
- Profession de foi, récit, éditions Tinbad, 2019
- Moby Dark, roman, éditions L'Âne qui Butine, 2020
- Pigalle, nouvelle, éditions Les Cosaques des Frontières , 2020
- Rue des Pyrénées, nouvelle, collection Crépuscule, éditions Lamiroy, 2020
- Fête la mort, roman, éditions Sans Crispation, 2020
- Jacqueries, correspondance avec Marie-Philippe Deloche, éditions Associations Libres , 2020
- Da Capo al Coda, Fait divers, éditions L'Âne qui Butine, 2020
- Gros Mickey, nouvelle, avec trois illustrations, éditions Furtives, 2021
- Jésus kill Juliette Éloïse, journal, La diagonale de l'écrivain, Éditions Douro, 2021
- Caméra Greco, essai, Marest éditeur, 2021
- Paris rat le dernier aura, nouvelle, éditions Les Cosaques des Frontières , 2022
- Les Inédits de Rimbaud, c'est nous , essai collectif, douze illustrations, couverture et texte intitulé "Rimbaud moi communard", La Bleu-Turquin/Douro éditions, 2022
- Ah idée, texte, éditions Les Cosaques des Frontières , 2023
- Chet & Gerry, texte illustré, éditions Les Cosaques des Frontières , 2023
- Mégaligraphies, poèmes illustrés, Douro/Présence d'écritures , 2023
- Florbelle, roman illustré, éditions Tinbad , 2023
- Pronostic vital engagé, roman, éditions Sans Crispation, 2024
- À sauts et à gambades, avec Philippe Pichon, essai, éditions Ardavena, 2024
- L'Invisible ou agrandir le trou pour ne pas en sortir, essai , Résonances/Douro , 2024

### Livres d'artiste
- J'azz, poèmes avec trois illustrations, éditions Dumerchez, 2018
- De l'Allemagne, Le nez dans la chatte, avec Christophe Esnault, Le Livre Pauvre, 2018
- De l'Allemagne, Nietzsche ,avec Éric Dubois Le Livre Pauvre, 2018
- De l'Allemagne, Cochers, avec Angèle Casanova, Le Livre Pauvre, 2018
- La Grosse et les Cabots, apostilles avec une couverture et une mise en page de Danielle Berthet, collection Apostilles dirigée par Danielle Berthet, 2019
- Le Pantalon ivre, roman graphique, éditions Qazaq, 2021
- Carcasses, poèmes, textes, dessins, peintures, Collectif avec Marie-Philippe Deloche, Elizabeth Prouvost, Jean-Paul Gavard-Perret et Vanda Spengler, éditions Associations Libres, 2021
- Le Jet d'oeil au beurre rouge, apostilles avec une couverture et une mise en page de Danielle Berthet, collection Apostilles dirigée par Danielle Berthet, 2021
- L'eau et les rêves, avec Angèle Casanova, Le Livre Pauvre, 2022
- Kiss me quick, Hommage à Mireille Boileau, collection Quelqu'une, éditions du Carnet d'Or, 2022
- Nemo, avec Gregory Rateau, RAZ éditions « coll POV », 2022
- La Crevie, avec Philémon Le Guyader, RAZ éditions « coll POV », 2022
- L'amour nombreux, TheBookEdition, 2023
- Le Vivier-sur-Mer, collection Quelque part, éditions du Carnet d'Or, 2023
- Le Purgatoire, Dante traduit par Emmanuel Tugny, éditions Ardavena, 2024
- Ah les fées !, collection Rara libris, éditions Bernard Dumerchez, 2024
- Mathilde en espiègleries, avec Jean-Louis Hess, préface Christophe Bier, Ponte Vecchio éditions, 2024
- Étant donnée, sur une proposition de Marcel Duchamp, ouXpo & Ponte Vecchio éditions, 2025

### Préfaces et Postfaces
- Janick Poncin ou le recommencement, Introduction à l'œuvre de Janick Poncin, Carnets d'Artistes, Jacques Flament Éditions, 2015
- L'évangile bleuNuit, Voyage au bout du bleu, chant de Christian Edziré Déquesnes, Z4 Éditions, 2019
- Terre Creuse, récit de Angèle Casanova, Postface et illustrations, Z4 éditions , 2020
- Hans Bellmer, de Joseph Nosarzewski, Postface co-signée avec Étienne Ruhaud, La Bleu-Turquin/Douro , 2023
- L'image de soi, de Olivia-Jeannne Cohen, Préface, Résonances/Douro , 2024
- Paraboles sur le coeur, de Iren Mihaylova, Préface, Poésie.io , 2024
- L'Art en bar, de Philippe Bouret, Préface, Tarmac, 2024

### Illustrations
- Bloganozart no 2, 4 et 6, revue, dessin de la couverture du no 2, illustrations dans les no 4 et 6, 2015, 2016, 2017
- Cahiers de Tinbad no 2, 3, 4 & 5, revue, dessin de la couverture des no 2 et 5, illustrations dans les no 3 et 4, 2016/2017
- Nouveaux Délits, revue, dessins, 2015
- Dans la course hors circuit, poèmes de Murielle Compère-Demarcy, illustrations et couverture, éditions Tarmac, 2016
- Cut, théâtre, texte de Philippe Thireau, illustrations, Z4 Éditions, 2017
- FPM no 14, revue, illustrations, éditions Tarmac, 2017
- Là où l'humain se planque, nouvelles de Angèle Casanova, dessin de la couverture, éditions Tarmac, 2017
- Nous étions de ceux-là, poèmes de Julien Tardif, dessin de la couverture, éditions Tarmac, 2017
- Ffwl Lleuw no 11, dessins, 2017
- Femme de lui, roman de Bernard Sarrut, dessin de la couverture, Z4 Éditions, 2017
- Les Tondues, texte de Perrine Le Querrec, illustrations et couverture, Z4 Éditions, 2017[29],[30]
- Poèmes du vide, poèmes de Daniel Ziv, illustrations, Z4 Éditions, 2017
- Gibier fantôme, roman de Pierre Lepère, couverture et frontispice, Z4 Éditions, 2018
- L'Assassin et son double, roman de Pierre Lepère, couverture et frontispice, Z4 Éditions, 2018
- Communication prioritaire, essai de Alexo Xeridis, couverture et illustrations, éditions Tarmac, 2018
- Bob l'Amerloc, roman de JeF Pissard, couverture, éditions Jerkbook, 2018
- Le manège, roman de Thierry Radière, couverture, éditions Tarmac, 2018
- W.B. Yeats, poèmes traduits et présentés par Claude-Raphaël Samama, portraits, éditions Pétra, 2018
- Aibalam, conte poétique Marcos Malavia, couverture et illustrations, éditions Raison et Passions, 2018
- Alchimiste du soleil pulvérisé, poème pour Antonin Artaud, Murielle Compère-Demarcy, couverture et illustrations, coll. « La diagonale de l'écrivain », Z4 Éditions, 2019
- Méta mor phose ?, Alain Marc, couverture et portrait, Z4 Éditions, 2019
- L'évangile bleuNuit, chant de Christian Edziré Déquesnes, couverture, Z4 Éditions, 2019
- Cahiers Octave Mirbeau, no 26, dirigés par Pierre Michel, couverture, 2019
- L'homme qui entendait des voix, récit, Éric Dubois, éditions Unicité, couverture, 2019
- Le Cafard hérétique, hors-série no 3 consacré à Jacques Cauda, éditions Lunatique, 2019
- Tolstoï, de André Suarès, couverture éditions Tinbad, 2020
- Animaux, poésie, Etienne Ruhaud, couverture et illustrations intérieures, Unicité, 2020.
- Maman, maman, j'ai rêvé de l'ours, texte d'Angèle Casanova, illustrations, éditions du Carnet d'or, 2021
- 67 compressions suivi de petite suite racine, poésie, illustrations intérieures, Jean Renaud, collection "Eléphant blanc" dirigée par Etienne Ruhaud, Unicité, 2023.
- Panorama 1, essai, Etienne Ruhaud, collection "Eléphant blanc", éditions Unicité, 2024.
- Adieu, Margot!, roman traduit du roumain, couverture, collection "Eléphant blanc" dirigée par Etienne Ruhaud, Unicité, 2024.
- Journal, récit d'Éric Dubois, illustration de la couverture, détail d'un tableau, éditions Douro, 2024

## Conservation
- Kattenkabinet, Amsterdam
- Maison de Balzac, Paris
- Maison de Verlaine, Metz
- Musée d'Art Spontané, Bruxelles

## Principales expositions
- Paris, Sensualité, Concorde Art Gallery
- Bruxelles, Jacques Cauda baroque and roll, Musée d'art spontané
- Paris, L'ATELIER (photographies), Corridor Éléphant
- Paris, Carcasses, au 100 rue de Charenton
- Tours, LADI.es II,le rêve de Lascaux, galerie Neuve
- Port-Bail, Poièsis, galerie Festina Lente
- Grenoble, Hospitalités, galerie Alter-Art
- Paris, Amours III, galerie Plateforme
- Rouen, Sous-Bocks and Roll, espace Hugo
- Paris, Jacqueries, performance à l'imprimerie des Deux Ponts
- Port-Bail, Musiciens, Portraits in jazz
- Tours, LADI.es, Les architectures de l'intime
- Paris, Peinture et cinéma, Librairie L'équipage, Paris XX
- Paris, Salo, salon du dessin érotique, Paris XI, exposition collective
- Paris, Galerie Arts Factory, Les Crocs Électriques, exposition collective
- Paris, Galerie Arts Factory, Les sous-bocks, exposition mise en oeuvre par Laurent Lolmède
- Issy-les-Moulineaux, Espace Andrée Chedid, exposition Girafe, vous avez dit girafe, autour du livre d'Éric Poindron
- Beauvais, MUDO - Musée de l'Oise, exposition anniversaire des éditions Dumerchez
- Paris, Portraits in Jazz
- Verrières, le Buisson, Flowers et Collages
- Paris, librairie Équipages
- Paris, Salon d'automne
- Paris, Les Disquaires
- Paris, Galerie 2F
- Eu, Bloganozart
- Persan, Arthotèque
- Bruxelles, Galerie du Croissant
- Sèvres, Le Sel
- Fontenay-sous-bois, Halle Roublot
- Rennes, Vision des Territoires
- Belley, Les Oiseaux
- Paris, Notre Dame de L'Arche d'Alliance
- Genève, Park Air Fair International
- Montgeron, Art'ifice
- Chatillon, ADAC
- Saint-Savinien, Les Arabesques
- Neauphle-le-Château, Salon
- Rueil-Malmaison, Galerie Artisti
- Toucy, Galerie du vieux Toucy
- Chartres, ERYA
- Paris, Galerie Abcarit
- Paris, Galerie Art Génération
- Paris, Le Divan
- Saint-Georges sur Cher, Château des Couldraies
- Paris, La poste
- Marseille, VIsual Content
- Carpentras, Les Papillons
- Nantes, Galerie Pol'n
- Paris, Muséum d'Histoire Naturelle
- Londres, "Chez Paul Bassot"
- Paris, École normale supérieure
- Paris, Hôpital Saint-Joseph
- Paris, Le Verre à Pied
- Paris, Galerie les 7 Voies
- Paris, Les Feuillantines
- Paris, Galerie Confluences
- Paris, Les Frigos/Quai de la Gare
- Paris, Galerie 55
- Paris, Les 7 Parnassiens
- Paris, Galerie Arcima
- Rouen, Centre Culturel de Haute-Normandie
- Paris, Atelier des éditions Qupé, Bestiaire, exposition en regard du Hors Série III Jacques Cauda des éditions Lunatique

#### Monographies
- Déborah et Élise Vincent, Jacques Cauda, In Cauda Venenum, Éditions Jacques Flament, 2015  (ISBN 978-2-36336-171-4).
- Le Rapport Cauda, ouvrage collectif autour d'un tableau de Jacques Cauda, éditions Tarmac, 2021
- Killer Cauda, roman, Jean-Paul Gavard-Perret, La Bleu-Turquin/Douro, 2022
- Les Détrakté.e.s, Seb Russo, Les éditions de la revue Trakt, 2023
- Sur/peindre, Jacques Cauda, revue TK-21 n°140 https://www.tk-21.com/TK-21-LaRevue-no140#Sur-peindre, 2023
- Catalogue Jacques Cauda Baroque & Roll, Narjisse Tdk Moumna, éditions du musée d'art spontané, 2023
- Dante, Sade, Rimbaud, Cauda, Paul Basso, éditions universitaires européennes , 2025,  parution en français, anglais, espagnol, allemand, portugais, italien, polonais

#### Articles, notices et interviews
- Marc Le Tallec, « Jacques Cauda, Pastelliste », Défi, Paris, 2000.
- Willem, « Jacques Cauda », Libération, Paris (20 avril 2000 et 26 mai 2002).
- Marc Ellsmore, « Le mouvement surfiguratif », Electric Gallery, Londres, 2007.
- « La Surfiguration », Art Actif, Montaigu, 2009.
- Nouveau dictionnaire des artistes contemporains, Larousse 2012-2016.
- Agnès Giard, « In cauda venenum : le venin dans la queue ? », Les 400 culs (blog de Libération), 2017.
- Claude Vercey, « Des culs et des couleurs », dechargelarevue.com.
- Jean-Claude Hauc, « La postérité de Rose Keller, Comilédie » in Les Lettres françaises no 156, 2018.
- Fabien Ribery, « Le jaune et le citron tranchent sur la rame, par Jacques Cauda, peintre, écrivain, photographe, poète, polygraphe », sur lintervalle.blog, 2018.
- Guillaume Basquin, « Cauda », in TK-21 LaRevue, no 87.
- « Du surfiguratif et du surromantisme bleuNUIT (Jacques Cauda/Christian Edziré Déquesnes), Entretien croisé avec Alain Marc », blog Aux robes de Rimbaud, 9 janvier 2019.
- Olivier Rachet, « Foutre en peinture », sur olrach.overblog.com, avril 2019.
- Jacques Cauda, numéro Hors Série du Cafard Hérétique, Éditions Lunatique, 2019  (ISBN 978-1-09-431813-4).
- Jean-Claude Hauc, « Ecce Home, Profession de foi » in Les Lettres françaises no 157, 2019.
- Claude Vercey, « L'art attrapé par la queue, Profession de foi », dechargelarevue.com Novembre 2019.
- Claude-Raphaël Samama, Spectre de Sade, Profession de foi », En attendant Nadeau, Décembre 2019.
- Litzic, entretien avec David Laurençon », Janvier 2020.
- Lettres Capitales, entretien avec Étienne Ruhaud à propos de Killer Cauda de Jean-Paul Gavard-Perret, [* », Juillet 2022.
- Jean-Paul Gavard-Perret, , L'amour La jeunesse La peinture de Jacques Cauda, éditions Lamiroy, Critiques Libres, décembre 2022.
- Actualités, entretien avec Étienne Ruhaud, », Novembre 2022.